# Grandview (Washington)
Grandview és una ciutat del Comtat de Yakima a l'estat de Washington als Estats Units d'Amèrica. Segons el cens dels Estats Units del 2000 tenia 8.377 habitants.

## Demografia
Segons el cens del 2000, Grandview tenia 8.377 habitants, 2.431 habitatges, i 1.956 famílies. La densitat de població era de 599 habitants per km².
Dels 2.431 habitatges en un 49,9% hi vivien nens de menys de 18 anys, en un 60% hi vivien parelles casades, en un 14,6% dones solteres, i en un 19,5% no eren unitats familiars. En el 16,6% dels habitatges hi vivien persones soles el 7,8% de les quals corresponia a persones de 65 anys o més que vivien soles. El nombre mitjà de persones vivint en cada habitatge era de 3,4 i el nombre mitjà de persones que vivien en cada família era de 3,8.
Per edats la població es repartia de la següent manera: un 36,2% tenia menys de 18 anys, un 11,3% entre 18 i 24, un 27% entre 25 i 44, un 16,1% de 45 a 60 i un 9,4% 65 anys o més.
L'edat mediana era de 27 anys. Per cada 100 dones de 18 o més anys hi havia 96,6 homes.
La renda mediana per habitatge era de 32.588 $ i la renda mediana per família de 36.165 $. Els homes tenien una renda mediana de 29.321 $ mentre que les dones 21.959 $. La renda per capita de la població era de 12.489 $. Aproximadament el 16% de les famílies i el 20,3% de la població estaven per davall del llindar de pobresa.

## Poblacions més properes
El següent diagrama mostra les poblacions més properes.